# آموس أربور
آموس أربور هو لاعب هوكي الجليد كندي، ولد في 26 يناير 1895 في أونتاريو في كندا، وتوفي في 1 نوفمبر 1943 في أوريليا في كندا.

## وصلات خارجية
- آموس أربور على موقع دوري الهوكي الوطني (الإنجليزية)
- آموس أربور على موقع قاعة مشاهير الهوكي (لاعب أن.إتش.أل) (الإنجليزية)
- آموس أربور على موقع EliteProspects.com (الإنجليزية)
- آموس أربور على موقع HockeyDB.com (الإنجليزية)
- آموس أربور على موقع Hockey-Reference.com (الإنجليزية)